# سوملیه

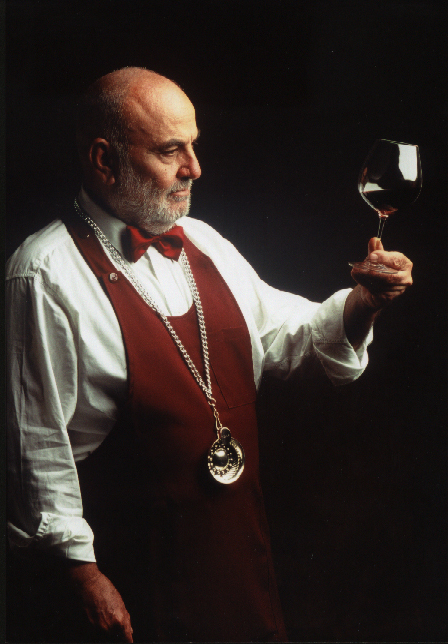
یک سوملیه ایتالیایی

سوملیه (فرانسوی: Sommelier‎؛ ‏تلفظ فرانسوی: [sɔməlje]) یا شراب‌دار یا متولی شراب یک متخصص شراب آموزش‌دیده و آگاه است که معمولاً در رستوران‌های خوب و سطحِ بالا کار می‌کند و در تمام جنبه‌های خدمات شراب و همچنین انتخاب شراب برای غذا تخصص دارد. نقش سوملیه در غذاخوری‌های عالی امروزی بسیار تخصصی‌تر و آگاهانه‌تر از یک پیشخدمت معمولی شراب است. مطابق نظر کمیتهٔ سوملیه‌های استرالیا این نقش از نظر استراتژیک با نقش سرآشپز ارشد رستوران برابری می‌کند.